# Spionsatellit
En spionsatellit eller en observationssatellit er en jord-observationssatellit eller en kommunikationssatellit sat i kredsløb med militære eller efterretningsformål. Den første generation dvs. USA's Corona og Sovjetunionens Zenit optog fotografier på råfilm hvorefter de fotografiske ruller blev sendt ned til Jorden i varmebestandige kapsler. Senere fartøjer benyttede digitalkameraer og overførte de krypterede færdige billeder via X-båndet (SHF, 8-12 GHz) eller Ka-båndet (EHF, 27-40 GHz).
I USA er mange informationer om spionsatellitter før 1972 tilgængelige, visse oplysninger forud for dette tidspunkt stadig er klassificeret. Meget få oplysninger er tilgængelige om de efterfølgende missioner. 

## Opgaver
Der er flere forskellige slags spionsatellitter med forskellige opgaver.
- Missilvarsling
  - Satellitten kan give tidlig varsling om affyringen af ballistiske missiler.
- Detektion af nukleare eksplosioner.
  - Satellitten kan identificere og karakterisere kerneeksplosioner i rummet. Vela (satellit) er den tidligst kendte.
- Billedeovervågning
  - Satellitten kan give stil- eller levende oversigts- eller nærbilleder i nær realtid. Corona var det første satellitsystem af denne slags.
- Signalefterretning
  - Satellitten opfanger radiobølger. Samos-F er det tidligst kendte system.
- Radarbilleder
  - De fleste satellitbaserede radarsystemer benytter en synthetic aperture radar. Systemet kan benyttes om natten eller igennem et skydække.